# Родосский, Алексей Степанович
Алексе́й Степа́нович Родо́сский (7 августа, 1838, Рязань — 8 июня, 1908, Петербург) — библиограф, писатель, богослов.

## Биография
В 1838 году — родился в семье протоиерея Рязанской церкви Симеона Столпника, получившего потомственное дворянство.
В 1860 году — окончил Рязанскую духовную семинарию.
В 1861 году — поступил в Петербургскую духовную академию.
В 1865 году — окончил курс в Петербургской духовной академии со степенью кандидат богословия.
В 1865-70 годах — служил инспектором Кобринского духовного училища, в Гродненской губернии.
В 1869 году — в журнале «Странник» опубликовал работу «Коммунизм и христианская любовь», где подверг резкой критике этическое учение домарксова коммунизма.
5 марта 1870 года — поступил помощником библиотекаря в Петербургскую духовную академию.
14 марта 1873 — зачислен вольнотруждающимся при читальном зале Российской публичной библиотеки, назначен младшим дежурным.
В июне 1874 года — переведен дежурным в журнальную комнату Российской публичной библиотеки.
8 октября 1874 уволился из Российской публичной библиотеки.
В июне 1876 — избран библиотекарем Петербургской духовной академии. Служил в библиотеке Академии почти 40 лет.
Умер в 1908 году. Похоронен на Никольском кладбище Александро-Невской лавры в Петербурге.

## Труды
Родосский — автор и составитель многочисленных каталогов, указателей, первого печатного каталога Петербургской духовной академии, ежегодного алфавитного указателя, новых поступлений в Академию (изданных в 1874-98 годах); напечатал также систематический «Каталог книг бывшей библиотеки протоиерея Сидонского, ныне принадлежащей спб. духовной академии» (1886—88). В «Христианском Чтении» им помещены описания многих старопечатных книг и рукописей. Отдельно Родосским издано «Описание 432-х рукописей, принадлежащих Петербургской духовной академии и составляющих её первое по времени собрание» (СПб., 1894). Кроме того, в «Страннике» и «Христианском Чтении» Родосский напечатал биографические сведения о разных русских ученых богословах, например об архимандрите Макарии (Петровиче), о протоиереи Г. П. Павском, С. К. Сабинине и других.
- Коммунизм и христианская любовь (СПб., 1870);
- Систематический указатель книг, поступивших в библиотеку [Духовной] Академии за годы с 1867 по 1873 год включительно (СПб., 1875);
- Алфавитный список книг, поступивших в Библиотеку СПб. духовной академии в 1874—1898 (СПб., 1875-99);
- Сведения о некоторых редких экземплярах церковно-славянских книг XVII—XVIII стол., хранящихся в С.-Петербургской духовной академии (СПб., 1880);
- Указатель к «Христианскому чтению» за последние десять лет его издания: с 1871 года по 1880-й включительно (СПб., 1881);
- К материалам по истории славянорусской библиографии (СПб., 1882); Каталог книг печатных и рукописных библиотеки покойного профессора Маттеи (СПб., 1884-85);
- Полное описание старопечатных и церковно-славянских книг библиотеки СПб. духовной Академии. Вып. 1-2 (СПб., 1884-98);
- Каталог книг бывшей библиотеки пок. прот. Сидонского (СПб., 1886-88. 3 т.);
- Памяти протоиерея Герасима Петровича Павского (СПб., 1887);
- Описание нотной рукописи Кириллобелозерского монастыря № 677/934 (СПб., 1888);
- Описание старопечатных и церковнославянских книг, хранящихся в Библиотеке С.-Петербургской духовной академии (СПб., 1891-98. 2 вып.);
- Описание 432 рукописей, принадлежащих СПб. духовной Академии (СПб., 1894);
- Иеродиакон Кирилл Панелли: (Страничка из истории рус. миссии на Востоке) (СПб., 1895);
- Описание книг гражданской печати XVIII столетия, принадлежащих СПб. духовной Академии (СПб., 1896);
- Биографический словарь студентов первых XXVIII курсов С.-Петербургской духовной Академии, 1814—1869 гг. (СПб., 1907).

## Награды
- Уваровская премия за Биографический словарь студентов первых XXVIII курсов С.-Петербургской духовной Академии
- Орден Владимира 4-й степени
- Орден Анны 2-й и 3-й степени
- Орден Станислава 2-й и 3-й степени.
- Заслуженный учёный библиотекарь Петербургской духовной академии (посмертно).